# Waterborne
Waterborne è un film del 2005 diretto da Ben Rekhi. La colonna sonora è del gruppo Dredg.

## Trama
Heera Bhatti (Shabana Azmi) gestisce  con l'aiuto di suo figlio Virkram (Ajay Naidu) e Gulu (Sarabjit Singh Kaloti) un negozio all'angolo di Los Angeles. Purtroppo in seguito ad un attacco terroristico all'approvvigionamento idrico di L.A. , tutta l'acqua della città viene contaminata e quindi inutilizzabile per almeno 72 ore. Questa emergenza causerà un disastroso impatto sulla comunità.